# Beckenham
Beckenham est une ville et un district du borough de Bromley dans le Grand Londres, en Angleterre.
Elle est située à 17 km au sud-est de Charing Cross.

## Monument
- Église Saint-Georges de Beckenham

## Personnalités
- Colin Maud (en), commandant de la Royal Navy
- Guy Wilthew, artiste-peintre
- Gail Brodholt, artiste peintre
- Peter Frampton, chanteur et musicien
- Ritchie, chanteur, musicien et danseur